# ناحیه یورک، شهرستان کرول، ایلینوی
ناحیه یورک، شهرستان کرول، ایلینوی (به انگلیسی: York Township) یک منطقهٔ مسکونی در ایالات متحده آمریکا است که در شهرستان کرول، ایلینوی واقع شده‌است. ناحیه یورک ۱٬۷۳۴ نفر جمعیت دارد و ۱۸۶ متر بالاتر از سطح دریا واقع شده‌است.